# Sphoeroides cheesemanii
Sphoeroides cheesemanii és una espècie de peix de la família dels tetraodòntids i de l'ordre dels tetraodontiformes.

## Hàbitat
És un peix marí, de clima subtropical i demersal.

## Distribució geogràfica
Es troba a Nova Zelanda.

## Observacions
No es pot menjar, ja que és verinós per als humans.